# Nordische Badmintonmeisterschaft 1982
Die Nordische Badmintonmeisterschaft 1982 fand vom 20. November bis zum 21. November 1982 in Lillerød statt. Es war die 21. Auflage dieser Veranstaltung.

## Medaillengewinner
| Disziplin    | Gold                         | Silber                              | Bronze                             |
| ------------ | ---------------------------- | ----------------------------------- | ---------------------------------- |
| Herreneinzel | Morten Frost                 | Jens Peter Nierhoff                 | Steen Fladberg                     |
| Herreneinzel | Morten Frost                 | Jens Peter Nierhoff                 | Claus Andersen                     |
| Dameneinzel  | Nettie Nielsen               | Kirsten Larsen                      | Lena Staxler                       |
| Dameneinzel  | Nettie Nielsen               | Kirsten Larsen                      | Agnethe Juul                       |
| Herrendoppel | Morten Frost Steen Fladberg  | Jesper Helledie Steen Skovgaard     | Stefan Karlsson Thomas Kihlström   |
| Herrendoppel | Morten Frost Steen Fladberg  | Jesper Helledie Steen Skovgaard     | Mark Christiansen Michael Kjeldsen |
| Damendoppel  | Dorte Kjær Nettie Nielsen    | Maria Bengtsson Christine Magnusson | Jane Pedersen Charlotte Pilgaard   |
| Damendoppel  | Dorte Kjær Nettie Nielsen    | Maria Bengtsson Christine Magnusson | Gitte Paulsen Lise Kissmeyer       |
| Mixed        | Steen Skovgaard Hanne Adsbøl | Thomas Kihlström Maria Bengtsson    | Kenneth Larsen Gitte Paulsen       |
| Mixed        | Steen Skovgaard Hanne Adsbøl | Thomas Kihlström Maria Bengtsson    | Steen Fladberg Pia Nielsen         |

## Finalergebnisse
| Disziplin    | Sieger                       | Finalist                            | Ergebnis          |
| ------------ | ---------------------------- | ----------------------------------- | ----------------- |
| Herreneinzel | Morten Frost                 | Jens Peter Nierhoff                 | 15-2, 15-6        |
| Dameneinzel  | Nettie Nielsen               | Kirsten Larsen                      | 12-9, 11-6        |
| Herrendoppel | Morten Frost Steen Fladberg  | Jesper Helledie Steen Skovgaard     | 15-6, 15-18, 15-6 |
| Damendoppel  | Dorte Kjær Nettie Nielsen    | Maria Bengtsson Christine Magnusson | 15-5, 15-9        |
| Mixed        | Steen Skovgaard Hanne Adsbøl | Thomas Kihlström Maria Bengtsson    | 15-6, 15-10       |